# Xheraldina Berisha
Xheraldina Berisha, född 23 juni 1991 i Prizren, är en albansk sångerska. Berisha deltog i den första upplagan av The Voice of Albania 2011/2012 och åkte ur tävlingen precis innan finalprogrammet. Hon hade i tävlingen den tysk-albanska sångerskan Miriam Cani som coach.
Direkt efter att hon deltagit i The Voice ställde hon tillsammans med sångaren Stresi upp i Top Fest, en av Albaniens mest populära musikfestivaler. Deras låt hette "Lamtumire" med vilket de via semifinalen tog sig vidare till finalen av tävlingen. Väl i final tilldelades de pris för bästa Hiphop/RnB-låt.